# Kramerana hypera
Kramerana hypera är en insektsart som beskrevs av Blocker och Fang 1992. Kramerana hypera ingår i släktet Kramerana och familjen dvärgstritar. Inga underarter finns listade i Catalogue of Life.